# Irish Open 1950
Die Irish Open 1950 waren die 37. Austragung dieser internationalen Meisterschaften von Irland im Badminton. Sie fanden vom 16. bis zum 18. Februar 1950 in Bray statt.	

## Finalresultate
| Disziplin    | Sieger                       | Finalist                         | Ergebnis    |
| ------------ | ---------------------------- | -------------------------------- | ----------- |
| Herreneinzel | Frank Peard                  | Trilok Nath Seth                 | 15–9, 15–8  |
| Dameneinzel  | Nancy Horner                 | J. H. MacGregor                  | 15–2, 15–6  |
| Herrendoppel | Frank Peard Jim FitzGibbon   | S. S. J. Huey J. Wallace         | 15–10, 15–7 |
| Damendoppel  | Nora Conway B. Potter        | Nancy Horner Elizabeth Armstrong | 15–9, 15–7  |
| Mixed        | James C. Mackay Nancy Horner | Ken Diplock Dorothy Donaldson    | 15–10, 15–5 |